# I bei giorni di Aranjuez
I bei giorni di Aranjuez (Les Beaux Jours d'Aranjuez) è un film del 2016 diretto da Wim Wenders.

## Trama
Il film è ambientato in una giornata estiva nel giardino di un'antica villa vicino a Parigi. Dopo una lunga carrellata all'alba attraverso una Parigi deserta, col commento musicale di "You Keep Me Hangin 'On" - si arriva alla villa. La sagoma di Parigi si intravede all'orizzonte, il giardino è in piena fioritura. Un uomo e una donna siedono a un tavolo da giardino sotto un pergolato e parlano tra loro di ogni sorta di argomento: le prime esperienze sessuali, i rapporti tra uomini e donne, ricordi comuni. Gradualmente emergono le diverse idee che hanno della vita.
Uno scrittore siede a un tavolo nella stanza interna, la cui porta si spalanca sulla terrazza, e digita ciò che sente su una vecchia macchina da scrivere. La musica proviene da un Wurlitzer nel corridoio o da un pianoforte. Il giardiniere entra in scena - Peter Handke in un cameo - e taglia i cespugli.

## Produzione
Il film è una produzione a basso budget ed è stato girato in dieci giorni. La location era - vicino ai viali parigini - una villa del XIX secolo nell'Île-de-France. Peter Handke ha scritto la commedia in francese per sua moglie Sophie Semin, che interpreta la donna nel film ed è soprannominata da Eva Mattes. Il film è la sesta collaborazione (compreso il film di Handke L'assenza del 1992) di Wenders con Peter Handke .

## Titolo
Il titolo del film e l'opera teatrale di Handke riprendono le parole di apertura del dramma di Schiller Don Carlos: "I bei giorni ad Aranjuez sono finiti." Schiller si riferiva alla residenza estiva reale ad Aranjuez in Spagna. 